# Ваља (Хунедоара)
Ваља (рум. Valea) насеље је у Румунији у округу Хунедоара у општини Зам. Oпштина се налази на надморској висини од 379 m.

## Становништво
Према подацима из 2002. године у насељу је живело 29 становника, од којих су сви румунске националности.